# Copa Merconorte
Copa Merconorte – piłkarskie rozgrywki klubowe w Ameryce Południowej, rozgrywane w latach 1998–2001 pomiędzy klubami z Boliwii, Ekwadoru, Kolumbii, Peru i Wenezueli. Były odpowiednikiem rozgrywanego w tym samym okresie Copa Mercosur, do którego kluby z krajów biorących udział w Copa Merconorte nie miały dostępu. Później do turnieju dołączyły kluby z USA, Kostaryki i Meksyku. W roku 2002 wraz z konkurencyjnym Copa Mercosur zastąpiony został przez Copa Sudamericana.

## Format
W 1998 i 1999 w rozgrywkach brało udział 12 klubów. Drużyny podzielone zostały na trzy grupy po 4 zespoły. Grano systemem mecz i rewanż. Zwycięzcy grup oraz najlepszy z wicemistrzów awansowali do półfinałów. Półfinały, jak i finał, także grano systemem mecz i rewanż. W roku 1999 przed pierwszą fazą rozgrywek boliwijskie drużyny rozgrywały mecze barażowe.
W latach 2000 i 2001 w rozgrywkach brało udział 16 drużyn. Zespoły podzielone zostały na 4 grupy po 4 drużyny w każdej. Tak jak uprzednio mecze rozgrywano systemem mecz i rewanż. Do półfinału awansowali zwycięzcy grup. Półfinały i finał rozgrywane systemem mecz i rewanż.

## Zdobywcy Copa Merconorte
- 1998  Atlético Nacional –  Deportivo Cali 3:1 i 1:0
- 1999  América Cali –  Independiente Santa Fe 1:2 i 1:0, karne 5:3
- 2000  Millonarios –  Atlético Nacional 0:0 i 1:2
- 2001  Millonarios –  Emelec 1:1 i 1:1, karne 3:1

W 2002 z połączenia Copa Mercosur i Copa Merconorte utworzono Copa Sudamericana.

## Kluby – zdobywcy pucharu Merconorte
We wszystkich edycjach triumfowały drużyny z Kolumbii.
- Atlético Nacional: 2 razy
- América Cali: 1 raz
- Millonarios: 1 raz